# Kristijan I. Danski
Kristijan I., danski, norveški in švedski kralj, vojvoda Schleswiga in Holsteina, oldenburški grof, * februar 1426, Oldenburg, † 21. maj 1481, Kopenhagen.
Kristijan I. je prvi iz rodbine Oldenburžanov, ki je bil po spletu okoliščin izvoljen za danskega in norveškega kralja. Prizadeval si je zasesti tudi švedski prestol in tako obnoviti kalmarsko unijo, kar se mu je posrečilo le za kratek čas (1457–64) in je vodilo v pogosta bojevanja s Švedi. Leta 1460 so ga za svojega deželnega kneza izvolili tudi plemiči vojvodine Schleswig in grofije Holstein, ki je ležala v Svetem rimskem cesarstvu. Ko je cesar Friderik III. povzdignil  Holstein v vojvodino, je Kristijan postal tudi knez cesarstva. Velike izdatke, ki jih je imel v vojni s Švedsko in z obveznostmi v zvezi z vojvodinama, je pokrival delno z zastavljanjem vojvodinskih kraljevih posesti, kar je zelo oslabilo njegov položaj deželnega kneza. Po neuspešno končani vojni s Švedsko se je posvetil krepitvi mednarodnih zavezništev in vračanju dolgov, kar pa je uspelo šele kraljici Doroteji po Kristijanovi smrti.

## Poreklo in mladost
Kristijan je bil sin grofa Dietricha Oldenburškega in Helvige, sestre schleswiškega vojvode in holsteinskega grofa Adolfa VIII. Schaumburškega. Mati mu je umrla, ko je bil star 10, in oče, ko je bil star 14. let. Skupaj z mlajšima bratoma Gerhardom in Mavricijem in sestro Adelhajdo  je odraščal na stričevem dvoru. Stric Adolf VIII., ki sam ni imel otrok, je Kristijana namenil za svojega dediča.
Leta 1448 je brez naslednika nenadoma umrl danski, švedski in norveški kralj Krištof Bavarski. Danski državni svet je prestol ponudil Adolfu VIII., kot najmočnejšemu plemiču v deželi. A ta je namesto sebe za kralja predlagal mladega Kristijana, ki je bil po več rodbinskih povezavah tudi naslednik danskih kraljev Erika V., Erika IV. in Valdemarja II.

## Danski in norveški kralj
Potem ko je Kristijan sprejel pogoje državnega sveta, so ga proglasili za danskega kralja in ga oktobra 1449 okronali za danskega kralja. Kot je bilo v pogojih zahtevano, se je poročil z devetnajstletno vdovo svojega predhodnika, Dorotejo iz rodbine Hohenzollerjev. V korist bratov se je odpovedal grofijam Oldenburg in Delmenhorst.
Med tem so Švedi izvolili za svojega kralja prejšnjega upravitelja države Karla Knutssona Bondeja. Norvežani so bili razdeljeni; en del je za kralja izvolil Karla Knutssona, drug del Kristijana. A švedski plemiči si niso želeli sporov in so od Knutssona zahtevali, da se odpove norveškemu prestolu. Tako se je Kristijan  avgusta 1450 z veliko floto pripeljal v Trondheim, kjer so ga okronali  za norveškega kralja. Razglasili so tudi dansko-norveško unijo, kraljevini naj bi odtlej vedno imeli istega kralja.

## Prizadevanje za švedsko krono
Kristijan pa je želel v unìjo vključiti tudi Švedsko, da bi spet vzpostaviti kalmarsko unijo. Ponovno je poskušal osvojiti sporni otok Gotland in leta 1451 je med Dansko in Švedsko izbruhnila vojna. Danska si je zagotovila podporo tujih sil, kot so Hansa, Nemški viteški red ali Nizozemska. Tudi mnogi švedski plemiči (npr. rodbina Oxenstierna), ki so imeli posesti tako na Danskem kot na Švedskem, so bili naklonjeni uniji. Leta 1457, ko je skupina, ki je podpirala unijo, postala premočna, je kralj Karel pobegnil v Gdansk. Kristijana so okronali za švedskega kralja. V dogovoru s Hanso je bila sklenjena zveza, ki naj bi zagotavljala mirno plovbo po Baltskem morju.
Leta 1459 je umrl Krsitijanov stric Adolf VIII. Deželni stanovi vojvode Schleswig in grofije Holstein so za novega vojvodo/grofa izvolili Kristijana. To je še okrepilo Kristijanov položaj v odnosu do hanzeatske zveze, saj je njegova posest zdaj obsegala Hamburg, nadzorovala kopensko pot med Baltskim in Severnim morjem ter segala do Lübecka, ki je bil vodilno hanzeatsko mesto. Kristijanova oblast je bila na višku.
A meščani Stockholma, rudarski in livarski podjetniki in tudi kmetje so bili nezadovoljni z visokimi danskimi davki in leta 1464 je prišlo do upora pod vodstvom švedskega visokega plemstva. Karel Knutsson se je vrnil v Stockholm in bil ponovno priznan za kralja. A ga je švedsko plemstvo naslednje leto spet izgnalo na Finsko, hkrati pa je bilo sovražno tudi do Kristijana. Ta se je moral od leta 1463 v Schleswig-Holsteinu braniti tudi pred svojim bratom Gerhardom. Leta 1467 je bil Karl Knutsson spet v Stockholmu in Kristijan je zaman poskušal napasti Švedsko. V želji, da bi zanj posredoval, je leta 1469 Lübecku celo prepustil mesto Kiel, a brez uspeha.
Leta 1470 je Karel Knutsson umrl. Državni upravitelj je postal njegov nečak (sin Knutssonove posvojenke) Sten Sture. Kristijan se je julija 1471 z vojaki izkrcal pred Stockholmom, vendar je proti Stenu Stureju v bitki pri Brunkebergu doživel hud poraz. To je bil njegov zadnji poskus, da osvoji Švedsko. Leta 1473 je bil med državama v Kalmarju sklenjen mir.

## Problemi v Schleswig-Holsteinu
Po smrti Adolfa VIII. so schleswiški in holsteinski stanovi leta 1460 v Rippnu Kristijana izvolili za svojega deželnega kneza. Vojvodina Schleswig je bila danski fevd in je po izumrtju vladajoče rodbine itak pripadla kralju, medtem ko je grofija Holstein ležala v Svetem rimskem cesarstvu in je bila fevd cesarstva. Kristijan je z deželama prevzel tudi Adolfove dolgove, poleg tega pa je svojima bratoma obljubil vsakemu po 40.000 renskih goldinarjev, ki pa jih ni mogel takoj zagotoviti.
Najbolj neučakan je bil brat Gerhard, ki je bil tudi sicer problematičen. Ukvarjal se je s piratstvom in cestnim razbojništvom, napadal sosede in kršil dogovore. Potem ko je leta 1464 umrl brat Mavricij, je postal skrbnik njegovih otrok in tudi v njihovem imenu zahteval zaostalo plačilo. Ker mu Kristijan še vedno ni mogel plačati, je vdiral v Holstein in napadal tamkajšnje gradove. Kristijan, ki je bil zaposlen z vojno s Švedi, se s problemi v Schleswig-Holsteinu ni utegnil ukvarjati. Leta 1470 pa je s pomočjo Lübecka in Hamburga, s katerima je sklenil sporazum o medsebojni pomoči, Gerharda vendarle uspel nekoliko zaustaviti. A je Gerhard leta 1472 ponovno podprl upor Frizijcev na zahodni obali Jutlandije. Kralju so to pot pomagali mecklenburški vojvoda Magnus II. ter hanzeatski mesti Bremen in Hamburg.
Stroški sosedske pomoči, vojne s Švedi in dolgovi so močno presegali kraljeve dohodke. Položaj je reševal z zastavljanjem ozemelj, predvsem Hamburgu, Lübecku in deželnemu plemstvu. S časom je plemstvo gospodarilo na velikem delu kraljevih posesti v Schleswig- Holsteinu. Kristijanova deželna oblast je bila močno oslabljena. Šele po Kristijanovi smrti je vdova Doroteja uspela vrniti dolgove in zastavljena ozemlja spet priključiti kronskim.

## Zadnja leta vladanja
Po končani vojni s Švedi je Kristijan namenil svojo pozornost vračanju dolgov in mednarodnim zavezništvom.
Že leta 1469 je poročil hčer Margareto s škotskim kraljem Jakobom III., ki je namesto obljubljene dote dobil Orknejske in Shetlandske otoke. V letih 1471 in 1472 je sklenil zvezo z Anglijo in Francijo. Leta 1473 mu je cesar Friderik III. podelil pokrajino Dithmarschen (ki pa je ob pomoči papeža znala ohraniti svojo samostojnost in Kristijan od nje imel koristi). V naslednjih letih se je Kristijan močno zbližal s cesarjem.
Januarja 1474 se je z velikim spremstvom odpravil na pot po Evropi. Najprej je potoval v Rothenburg (Rothenburg ob der Tauber), kjer se je srečal s cesarjem, ki je povišal Holstein v vojvodino in Kristijanu podelil prvilegium de non evocando, kar je pomenilo, da se holsteinski plemiči niso več mogli pritoževati cesarju na odločitve tamkajšnjih deželnih sodišč. Z vojvodstvom je Kristijan postal tudi knez cesarstva. Pot je preko Innsbrucka in Milana nadaljeval v Rim k papežu. Ta je izdal bulo, s katero je schleswiško-holsteinskemu plemstvu prepovedal zaračunavati oderuške obresti, in dal Kristijanu dovoljenje, da v Kopenhagnu ustanovi univerzo. Kristijan se je na povratku štiri tedne zadržal pri cesarju v Augsburgu.
Oktobra istega leta je Kristijan še enkrat odpotoval v Burgundijo, verjetno zato, da bi posredoval med cesarjem in burgundskim vojvodo Karlom Drznim. Vrnil se je z ladjo po Renu preko Nizozemske šele poleti naslednje leto. Od nizozemskih trgovcev je dobil nekaj denarja na račun bodočega neplačevanja pristojbine za prehod skozi Øresund.
Kristijan je leta 1479 ustanovil univerzo v Kopenhagnu.

## Družina
Kristijan I. in Doroteja Brandenburška (1430–1495) sta se poročila oktobra 1449. Zakonca sta imela pet otrok:
- Olaf (1450–1451)
- Knut (1451–1455)
- Ivan I. (1455–1513), danski kralj
- Margareta (1456–1486), ⚭ škotski kralj Jakob III.
- Friderik I. (1471–1533), danski kralj